# Hyleoides abnormis
Hyleoides abnormis är en biart som beskrevs av Houston 1975. Hyleoides abnormis ingår i släktet Hyleoides och familjen korttungebin. Inga underarter finns listade i Catalogue of Life.

## Bildgalleri

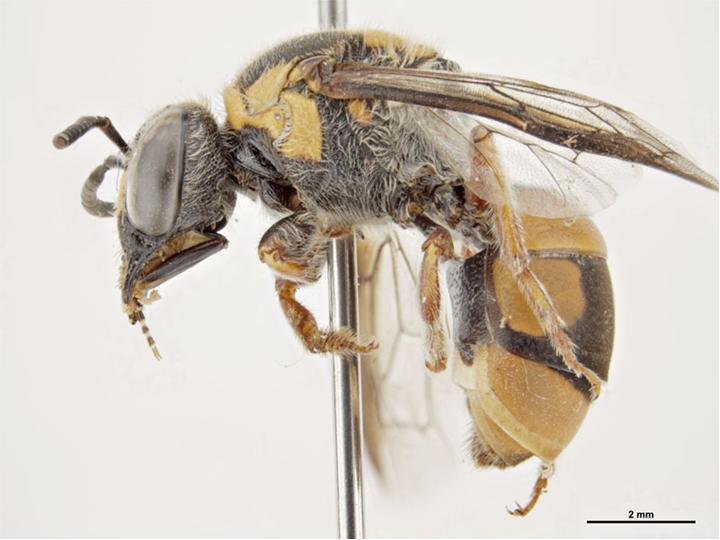
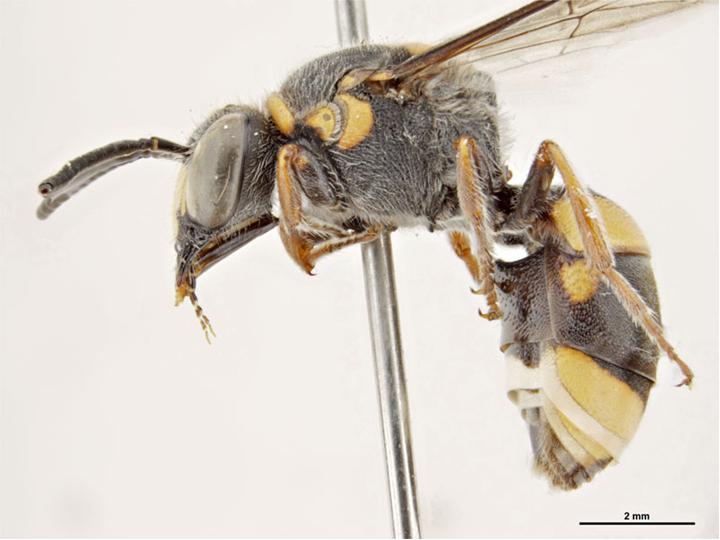